# Lympne
Lympne è un villaggio e parrocchia civile dell'Inghilterra, appartenente alla contea del Kent.

## Storia
Ai tempi dei Romani Lympne era conosciuta come Portus Lemanis o Lemanae. Si trovava al termine della strada romana che partiva da Canterbury, conosciuta oggi come Stone Street. Aveva un forte lungo la linea difensiva della Costa sassone che, secondo il Notitia dignitatum del V secolo, era presidiato da una legione originariamente formata a Tournai nella Gallia settentrionale (Numerus Turnacensium). I suoi resti si trovano alla base delle colline rivolte verso sud. Al tempo degli Anglosassoni alla fortezza fu dato il nome di "Stutfall", che significa "recinto in cui si tengono mandrie o greggi". Una delle case più antiche del villaggio è chiamata "The Sanctuary"; parti dell'edificio sono datate al 1774.
Dal 1923 l'aeroporto di Lympne fu base per i Lympne Light Aircraft Trials e di gare aeronautiche. Negli anni '30 fu il punto di partenza di numerosi record di volo su lunga distanza, inclusi quello in solitaria fino a Città del Capo di Amy Johnson del 1932, e quelli del suo futuro marito Jim Mollison (1905–1959). Nel 1934 Jean Batten volò da Lympne a Darwin in Australia, battendo il record sulla lunga distanza della Johnson. Il 15 giugno 1948 venne effettuato il primo servizio al mondo di trasporto aereo di automobili, operato dalla Silver City Airways tra Lympne e Le Touquet. L'aeroporto è stato chiuso nel 1984 e convertito in un parco industriale.